# Nasser Edine Drid
Nesser Edine Drid (Tébessa, 22 gennaio 1957) è un ex calciatore algerino, di ruolo portiere.

## Palmarès

### Club

#### Competizioni nazionali
- Campionato algerino: 1

MC Oran: 1988
- Coppa di Algeria: 1

MC Oran: 1984